# 紀元前392年
紀元前392年（きげんぜん392ねん）は、ローマ暦の年である。
当時は、「ポティトゥスとカピトリヌスが共和政ローマ執政官に就任した年」として知られていた（もしくは、それほど使われてはいないが、ローマ建国紀元362年）。紀年法として西暦（キリスト紀元）がヨーロッパで広く普及した中世時代初期以降、この年は紀元前392年と表記されるのが一般的となった。

## 他の紀年法
- 干支 : 己丑
- 日本
  - 皇紀269年
  - 孝安天皇元年
- 中国
  - 周 - 安王10年
  - 秦 - 恵公8年
  - 晋 - 烈公24年
  - 楚 - 悼王10年
  - 斉 - 康公13年
  - 燕 - 簡公23年
  - 趙 - 武公8年
  - 魏 - 武侯4年
  - 韓 - 烈侯8年
- 朝鮮
  - 檀紀1942年
- ベトナム :
- 仏滅紀元 : 153年
- ユダヤ暦 :

## できごと

### ペルシア帝国
- アケメネス朝ペルシア帝国のアルタクセルクセス2世は、ティリバゾス (Tiribazus) に代わる指揮者として、将軍ストルタス (Struthas) をサルディスのサトラップ（太守）領に派遣し、反スパルタ政策をとり続けた。

### ギリシア
- コリントス戦争（紀元前395年 - 紀元前387年）
  - スパルタは、アケメネス朝ペルシア帝国のサトラップ（太守）ティリバゾスのもとへ、大使としてアンタルキダス (Antalcidas) を送り込み、アテナイの将軍コノンがペルシアの艦船を使ってアテナイ海上帝国の再建を始めていると告げて、ペルシアの矛先を反スパルタ同盟側に向けさせようとした。これを知ったアテナイは、自分たちの主張を伝えるために、コノンを代表とする外交団をサルディスに派遣した。コノンの行動を警戒したティリバゾスは、コノンを捕縛する一方、ひそかにスパルタ人たちに艦隊をそろえる軍資金を提供した。コノンは捕縛をすぐに脱出したが、アテネへの帰路、キュプロスで死去した。
  - ギリシアの諸都市国家間の和平交渉が、スパルタで開かれた。アテナイの雄弁家で政治家のアンドキデスは、3人の同僚とともにスパルタとの平和交渉に臨んだ。会談は不調に終わり、アテナイは提示された講和条件を拒み、外交団を追放した。

### 共和政ローマ
- ウェイイから移転したユーノー神殿の奉献が行われた。
- アエクイ族との小競り合いが生じた。
- ローマで疫病が流行した。

### シチリア
- シュラクサイの僭主ディオニュシオス1世は、再びカルタゴの遠征に晒された。ディオニュシオス1世は、それまで地元先住民シケロイ人 への実力支配を強化してきたが、（カルタゴの脅威を前に）シケロイ人と同盟を結ばざるをえなくなった。マゴ (Mago) 率いるカルタゴ軍は、敗北し、和平協定を結んで、カルタゴに帰還した。和平協定の内容は、ディオニュシオス1世に有利なものであった。

### 芸術
- イソクラテスが、キオスに自分の修辞学学校を設立した。

## 死去
- コノン - アテナイの将軍（紀元前444年ころ生）